# Un couple d'enfer
 (novembre 2020).
- Si vous ne connaissez pas le sujet, laissez ce bandeau (vous pouvez alors contacter les auteurs).
- Si vous supprimez le contenu mis en cause (vous pouvez préalablement contacter les auteurs),

argumentez précisément cette suppression dans la page de discussion
(un manque de référence n'est pas un argument ; une recherche réelle de référence doit avoir été effectuée, être formellement documentée).
 (novembre 2020).
Si vous disposez d'ouvrages ou d'articles de référence ou si vous connaissez des sites web de qualité traitant du thème abordé ici, merci de compléter l'article en donnant les références utiles à sa vérifiabilité et en les liant à la section « Notes et références ».
Un couple d'enfer est le cinquième tome de la série de bande dessinée Les Nombrils, sorti en 2011. Il est écrit par  Dubuc est dessiné par Delaf.
Ce tome est principalement constitué de gags en une page, avec au milieu et à la fin des histoires plus longues qui font avancer l'intrigue dramatique.

## Édition
Par rapport au reste de la série, ce tome innove par sa sortie en 2 formats : trois tomes en format poche, représentant chacun un tiers de l'album, puis la BD complète, au format A4. Les trois tomes en poches sont parus sous les noms : Noir cauchemar, Rouge enfer, Blanc albinos.
Le tome complet est sorti le 4 novembre 2011.
La couverture représente Albin et Karine enlacés et Dan, Jenny et Vicky qui sont terrifiés en voyant les deux amoureux. On peut voir du feu sur cette couverture, en référence au titre de l'album. Ce titre appuie l'hypothèse selon laquelle Albin est un garçon dangereux.
Le projet initial avait un ton plus léger, et ne mettait pas Albin en avant.

## Synopsis
Au début de l'album, Jenny et Vicky découvrent d'une part que Karine a fortement embelli depuis qu'elle a adopté le look gothique, d'autre part qu'elle a pris confiance en elle depuis qu'elle sort avec Albin, et refuse de se laisser manipuler comme avant. De son côté, Dan cherche toujours à se faire pardonner par Karine.
Jenny et Vicky cherchent à briser le couple Karine/Albin et Karine se dispute de nombreuses fois avec elles. Albin forme Karine pour qu'elle devienne chanteuse dans son groupe, « Albin et les albinos ». Alors que Jenny s'éloigne de Vicky pour rester proche de Karine, Vicky et Dan découvrent qu'Albin a été accusé d'avoir tué ses camarades de classe dans un incendie (et au passage que son vrai nom est Alain Delon). Albin réplique en montrant des coupures de journaux mentionnant l'enquête concluant à son innocence. Le résultat est que Karine se sépare complètement de Jenny et Vicky (pendant un temps Jenny se range du côté de Karine, puis choisit Vicky).
Karine, déprime, se demandant si elle aime vraiment celle qu'elle est devenue. Elle accepte une « herbe médicinale » d'un ami d'Albin, en réalité de la drogue. Son professeur principal remarque le sachet d'herbe et la directrice a l'intention de renvoyer. Dan trouve enfin l'occasion de se racheter aux yeux de Karine en la couvrant, et prétend que la drogue est à lui.
Mélanie, l'ennemie de Karine du tome précédent, tente de se faire pardonner de Karine, qui lui répond qu'elle ferait mieux de sauter d'un pont. Peu après, on apprend que Mélanie a frôlé la noyade après être tombée d'un pont. Karine craint d'avoir provoqué son suicide.
Le dénouement de l'album se situe lors d'un concert du groupe d'Albin, avec Karine comme chanteuse. Jenny en profite pour lui faire ses excuses, et lui révèle que Vicky a avoué ses remords dans son journal intime. Dan, exclu du lycée à la suite de l'affaire de la drogue, annonce à Karine qu'il va vivre avec son père à New-York. Bouleversée par son départ, Karine se réconforte en se réconciliant avec Jenny et Vicky.
On découvre alors le côté manipulateur d'Albin : ce soir-là, Karine a chanté une chanson dont les paroles étaient un poème d'amour de Dan destiné à elle. Mais alors que Karine avait prétendu qu'il était d'elle quand Albin l'avait surprise avec, Albin avait parfaitement compris, et l'a poussée à le chanter en public parce qu'il savait que cela l'empêcherait de se réconcilier avec Dan. Albin décide que pour le bien de Karine, il va devoir l'éloigner de Vicky et Jenny d'une manière bien plus radicale que précédemment.
Le tome se finit sur une note angoissante : sortie de son coma, Mélanie révèle à ses parents qu'elle a été poussée par quelqu'un qui disait « Je veux faire un monde meilleur ». Or, c'est la même phrase qu'Albin avait utilisée selon ceux qui l'accusaient d'avoir tué ses camarades.

## Personnages principaux
Les personnages principaux de la série, Karine, Jenny et Vicky, sont toujours dans les rôles principaux. Toutefois, Albin et Dan jouent eux aussi des rôles majeurs, comme le montrent les publicités.
L'évolution de Karine, entrevue à la fin du tome 4, se poursuit, au point qu'une couverture du journal de Spirou l'appelait « Karine version 2.0 ». Jenny et Vicky sont de plus en plus différenciées, en particulier avec les révélations sur leur passé.

## Éditions
- Dupuis